# Emanuel Miller
Emanuel Miller, né le 19 juin 2000 à Scarborough au Canada, est un joueur canadien de basket-ball évoluant au poste d'ailier et mesurant 1,98 m.

## Biographie
Il est le grand frère de Leonard Miller, également joueur professionnel de basket-ball.

### Carrière professionnelle

#### Bulls de Chicago (depuis 2024)
En décembre 2024, il signe un contrat two-way avec les Bulls de Chicago.
Son contrat two-way est renouvelé à l'été 2025.

## Palmarès et distinctions personnelles
- Second-team All-Big 12 (2024)

## Statistiques

### Universitaires
| Saison    | Équipe    | Matchs | Titul. | Min./m | % Tir | % 3pts | % LF | Rbds/m. | Pass/m. | Int/m. | Ctr/m. | Pts/m. |
| --------- | --------- | ------ | ------ | ------ | ----- | ------ | ---- | ------- | ------- | ------ | ------ | ------ |
| 2019-2020 | Texas A&M | 30     | 25     | 24.6   | .404  | .143   | .617 | 6.3     | 0.9     | 0.7    | 0.1    | 6.4    |
| 2020-2021 | Texas A&M | 17     | 13     | 31.6   | .571  | .000   | .817 | 8.2     | 1.4     | 0.8    | 0.1    | 16.2   |
| 2021-2022 | TCU       | 34     | 34     | 27.5   | .493  | .244   | .688 | 6.2     | 0.9     | 0.7    | 0.8    | 10.3   |
| 2022-2023 | TCU       | 32     | 31     | 29.8   | .505  | .392   | .652 | 6.5     | 1.7     | 0.9    | 0.9    | 12.3   |
| 2023-2024 | TCU       | 34     | 34     | 32.6   | .486  | .383   | .815 | 6.1     | 2.6     | 1.1    | 0.4    | 15.8   |
| Carrière  | Carrière  | 147    | 137    | 29.1   | .493  | .319   | .734 | 6.5     | 1.5     | 0.8    | 0.5    | 11.9   |